# Sclerocactus polyancistrus
Sclerocactus polyancistrus är en kaktusväxtart som först beskrevs av Georg George Engelmann och J.M. Bigelow, och fick sitt nu gällande namn av Nathaniel Lord Britton och Joseph Nelson Rose. Sclerocactus polyancistrus ingår i släktet Sclerocactus och familjen kaktusväxter. Inga underarter finns listade i Catalogue of Life.

## Bildgalleri

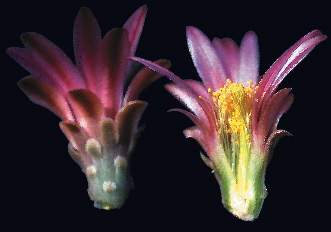
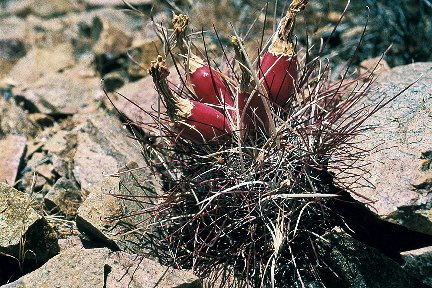
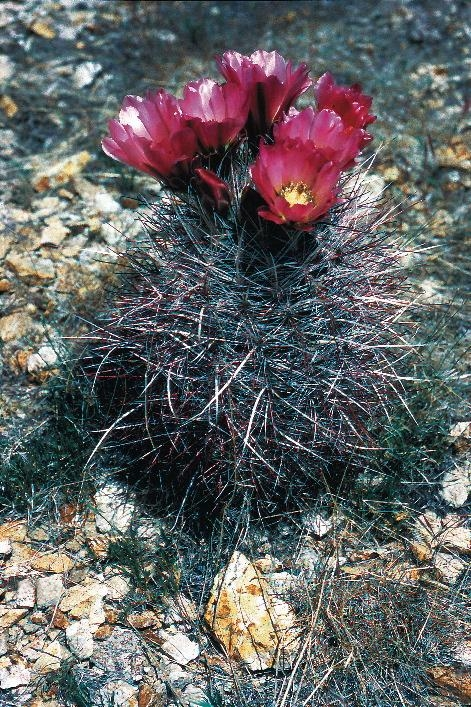
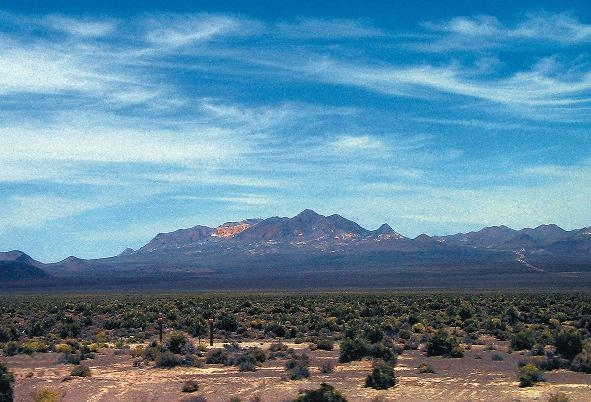
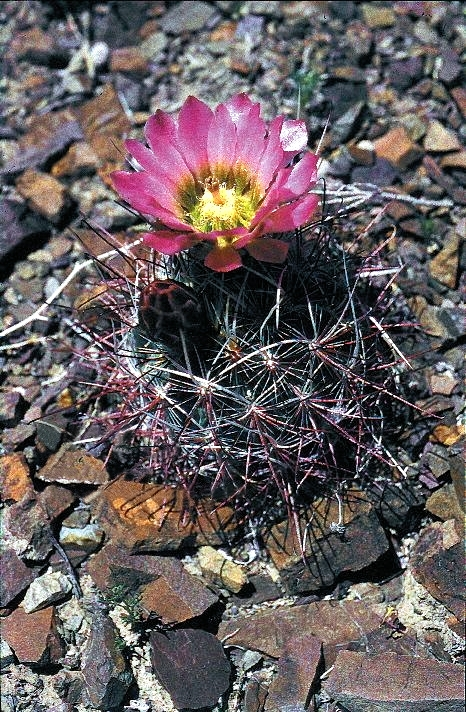
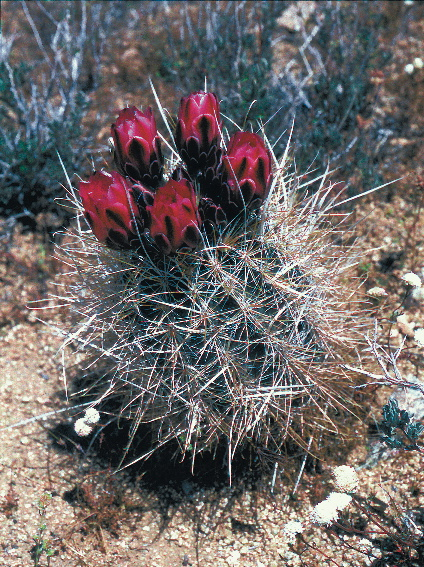